# SWR cont.ra
SWR cont.ra était une radio allemande régionale publique d'information de la Südwestrundfunk diffusée du 1er juillet 2001 au 8 janvier 2012. Le néologisme « cont.ra » est une abréviation de l'anglais « content radio » que l'on pourrait traduire par « radio de contenu ». 
Remplacée le 9 janvier 2012 par SWR Info, elle était diffusée depuis la SWR-Funkhaus de Baden-Baden. 

## Programmation
SWR cont.ra avait une programmation accès sur l'information et la culture. Elle proposait notamment, du lundi au vendredi à partir de 9 h, une matinale d'information en continu, avec des bulletins toutes les 20 minutes et diverses chroniques (météo, sport, économie, etc.). D'ailleurs, à l'inverse de station d'information traditionnelle comme France Info, elle proposait des programmes d'informations spécifiques, ou s'attardait sur certains sujets en particulier. En plus de nombreuses rediffusions et acquisitions d'autres programmes de la Südwestrundfunk (SWR), en particulier de SWR1 et SWR2, elle proposait également des productions propres, par exemple :
- L'actualité politique fédérale et provinciale ;
- Des retransmissions sportives (sans interruptions musicales) ;
- Revue de la presse spécialisée (environnement, religion, économie…) ;
- Un magazine interculturel (SWR international) ;
- Des documents historiques provenant des archives de la Südwestrundfunk ;
- Célébrités et infodivertissement (cont.ra-BASS, divertissement, actualités, show-biz et sport).

Tous les jours, elle diffusait le Tagesschau à 20 h. La nuit, c'était le programme ARD-Infonacht (de) (produit par MDR Info, non diffusé sur les fréquences en onde moyenne) qui était diffusé.

## Diffusion en ondes moyennes (MW)
Voici la liste des émetteurs ayant diffusés SWR cont.ra en onde moyenne :
| Emetteur              | Fréquence | ERP    | Zone de diffusion       |
| --------------------- | --------- | ------ | ----------------------- |
| Bodenseesender        | 666 kHz   | 150 kW | Sud du Bade-Wurtemberg  |
| Sendeanlage Mühlacker | 576 kHz   | 100 kW | Nord du Bade-Wurtemberg |
| Rheinsender           | 1 017 kHz | 100 kW | Rhénanie-Palatinat      |
| Freiburg              | 828 kHz   | 10 kW  | Région de Brisgau       |
| Ulm-Jungingen         | 1 413 kHz | 1 kW   | Région d'Ulm            |
| Obereisesheim         | 711 kHz   | 5 kW   | Région d'Heilbronn      |